# Efferia producta
Efferia producta este o specie de muște din genul Efferia, familia Asilidae. A fost descrisă pentru prima dată de James Stewart Hine în anul 1919. Conform Catalogue of Life specia Efferia producta nu are subspecii cunoscute.